# 伊日河
伊日河是俄羅斯的河流，位於烏德穆爾特共和國和韃靼斯坦共和國，屬於卡馬河的右支流，河道全長226公里，流域面積8,478平方公里，河畔城鎮有伊熱夫斯克和阿格雷茲。